# James McDaniel
James McDaniel (Washington, 25 maart 1958) is een Amerikaans televisie- en filmacteur. Hij won in 2006 een Daytime Emmy Award voor zijn rol als 'Kenny Williams' in de jeugdspecial Edge of America. McDaniel speelde van 1993 tot en met 2001 Lt. Arthur Fancy in 145 afleveringen van NYPD Blue. In meer dan twintig andere series had hij gastrolletjes.

## Carrière
- Hostile Makeover - Mac (2009) - televisiefilm
- Killer Hair - Mac (2009) - televisiefilm
- Bunker Hill - Salem (2008)
- Living Hell - Col. Eric Maitland (2008)
- Butterfly Dreaming - Dr. Baldrica (2008)
- War Eagle, Arkansas - Jack (2007)
- Numb3rs - Philip Wright (2007)  - televisieserie
- El Cortez - Arnie (2006)
- Conviction - Tony Murno (2006)  - televisieserie
- Love Monkey - Derrick Cooper (2006)  - televisieserie
- Steel City - Randall Karn (2006)
- Las Vegas - Gavin Brunson (2003-2005) - televisieserie
- Life as we know it - William Miller (2004-2005) - televisieserie
- Law & Order: Special Victims Unit - Javier Vega (2004) - televisieserie
- Stargate SG-1 - Francis Maynard (2004) - televisieserie
- Edge of America - Kenny Williams (2003) - televisiefilm
- John Doe - Kolonel Dunagan (2003) - televisieserie
- Taken - Generaal Beers (2002) - televisieserie
- The Division - Brian Lawrence (2002) - televisieserie
- Sunshine State - Reggie Perry (2002)
- Any Day Now - Riley Adams (2001) - televisieserie
- NYPD Blue - Arthur Fancy (1993-2001) - televisieserie
- Livin for Love: The Nathalie Cole Story - Nat Cole (2000) - televisiefilm
- Deliberate Intent - Lawrence Horn (2000) - televisiefilm
- Out of Time - Jack Epson (2000) - televisiefilm
- Fantasy Island - Louis (1998) - televisieserie
- Silencing Mary - Professor Thiel (1998) - televisiefilm
- The Defenders: Choice of Evils - Jack Casey (1998) - televisiefilm
- Truth of Consequences - Frank Thompson (1997)
- A Deadly Vision - Tony Natale (1997) - televisiefilm
- Unforgivable - Spider (1996) - televisiefilm
- The Road to Galveston - Marcus Roosevelt sr. (1996) - televisiefilm
- Scam - Daniel Poole (1993) - televisiefilm
- Malcolm X - Earl (1992)
- Civil Wars - Malik Watson (1991) - televisieserie
- Strictly Business - Roland Halloran (1991)
- Gabriel's Fire - Jackson (1991) - televisieserie
- Law & Order - Michael Ingrams (1991) - televisieserie
- L.A. Law - John Adams (1991) - televisieserie
- Murder Times Seven - Fred (1990) - televisiefilm
- Cop Rock - Franklin Rose (1990) - televisieserie
- Murder in Black and White - Fred (1990) - televisiefilm
- A Man Called Hawk - Ringer (1989) - televisieserie
- Internal Affairs - Fred (1988) - televisiefilm
- Rocket Gribaltar - Politieagent (1988)
- Crime Story - Byron (1988) - televisieserie
- Hill Street Blues - Officier Mason (1986) - televisieserie
- Adventures of Huckleberry Finn - Jack (1985)
- All My Children - Mickey (1984) - televisieserie

- Bibliothèque nationale de France: cb14205341p (data)
- Gemeinsame Normdatei: 140743510
- International Standard Name Identifier: 0000 0001 1471 3747
- Library of Congress Control Number: no99010097
- Virtual International Authority File: 43928762
- WorldCat: E39PBJdrGvPc6PyhywV8hT34v3